# Wim Addicks
Willem ("Wim") Addicks (Amsterdam, 28 augustus 1896 – aldaar, 8 juli 1985) was een Nederlands voetballer.

## Loopbaan
In de jaren twintig van de twintigste eeuw speelde Wim Addicks 28 competitiewedstrijden voor AFC Ajax. Hierin wist hij 15 doelpunten te maken. Zijn debuut was op 17 september 1922 in de met 4-0 gewonnen wedstrijd tegen Blauw Wit. Zijn laatste wedstrijd voor de club was op 19 april 1931 in de uitwedstrijd tegen Hermes DVS.
Wim Addicks speelde 3 interlands voor Nederland waarin hij 2 keer scoorde. Zijn debuut voor het Nederlands elftal was op 2 april 1923 in de met 8-1 gewonnen wedstrijd tegen Frankrijk waarin hij 2 keer scoorde.

## Privéleven
Wim Addicks was een zoon van Arie Teunis Addicks en Linkie Hansum en is een jongere broer van verzetsstrijder Martinus Casimir Addicks. Op 11 oktober 1928 trouwde hij met zijn vrouw Geertruida Hollands. Zij kregen samen een kind genaamd Frans Lodewijck Addicks. Addicks was naast voetballer ook kantoorbediende van beroep.